# Романівський ландшафтний заказник
Рома́нівський зака́зник — ландшафтний заказник місцевого значення в Україні. Розташований у межах Перемишлянського району Львівської області, біля села Романова.
Площа природоохоронної території 482 га. Статус наданий 1984 року. Перебуває у віданні ДП «Бібрський лісгосп» (Романівське л-во, кв. 15, вид. 1-23, кв. 16, вид. 1-14, кв. 20, вид. 1-15, кв. 25, вид. 1-14, кв. 26, вид. 1-10, кв. 27, вид. 1-12).
Створений з метою збереження букових, дубових, грабових насаджень природного походження, а також збереження і відтворення цінних видів місцевої фауни: лося, козулі, дикого кабана, борсука та інших видів лісової фауни.
На території заказника розташована гора Камула (найвища точка низькогірного пасма Гологори, 471 м) з групою скель і гротів.